# Международный центр графического искусства (Любляна)
Международный центр графического искусства в Любляне (словен. Mednarodni grafični likovni center, MGLC; англ. International Centre of Graphic Arts, Ljubljana) — художественный музей в словенском городе Любляна, созданный в 1986 году; расположен во дворце Тиволи, проводит Биеннале графического искусства, а также — персональные и тематические выставки произведений современного искусства; с 2017 года также управляет арт-центром «Švicarija Art Centre».

## История и описание
Международный центр графического искусства (MGLC) был создан в Любляне 25 декабря 1986 года; он является специализированным музеем о современных художественных произведениях, связанных с печатной продукцией. Основа его коллекции была сформирована в ходе проведения в городе серии биеннале графического искусства и искусства печати XX века. Инициатива по созданию специального музея в городе, озвученная искусствоведом Зораном Кржишником, получила поддержку муниципальных властей. Сам Кржишник стал первым директором нового центра, в 2000 году его сменила Лилиана Степанчич, которая состояла в должности до 2010 года; Барбара Савенц являлась директором в 2010—2011 году, пока Невенка Шивавец не заняла данный пост.
MGLC взял на себя несколько «взаимосвязанных и дополняющих друг друга видов деятельности»: он заботится о обширной коллекции гравюр и художественных книг, выпущенных после Второй мировой войны (в его стенах действуют графические мастерские); он представляет коллекцию — работы из неё доступны для осмотра в залах музея; кроме того в его здании разместилась и специализированная публичная тематическая библиотека. Наиболее известной деятельностью учреждения является организация Биеннале графических искусств — одного из старейших в мире событие в области графического искусства.
Летом 2017 года центр начал и свою резидентскую программу «Švicarija»: при содействии властей города, он отремонтировал помещения в парке Тиволи, в котором разместились около двадцати рабочих студий — некоторые помещения предназначены для иностранных художников, желающих пожить и поработать в Любляне. Сама резидентская программа действует с 2012 года. MGLC имеет развитую сеть контактов с аналогичными учреждениями по всему миру — они предназначены для обмена информацией, издания публикаций, обмена произведениями искусства, а также — для совместной работы над проектами или выставками. Традиционными партнерами являются организации, занимающиеся сбором, хранением, продвижением и производством художественной графики и художественных публикаций. Центр пытается наладить международное сотрудничество и в теоретической области — путём участия в международной конференции «Impact and Southern Graphics».